# Синтетическая форма
Синтетическая форма (от греч. synthetikos из synthesis — соединение, составление) — это морфологическая форма словообразования или словоизменения, в которой грамматические значения выражаются при помощи флексий и аффиксов без использования дополнительных слов. Синтетическая форма противопоставляется аналитической форме, когда в процессе словообразования к исходному слову добавляются одно или несколько вспомогательных слов.

## Особенности употребления
Синтетические формы слов с точки зрения истории развития конкретного языка обычно являются более старыми, поскольку для их устойчивого закрепления в языке требуется больше времени ввиду более индивидуального подхода к фонетической и орфографической составляющим. Как правило, в языке существует не одно, а несколько возможных вариантов деривации синтетической формы с учётом многообразия вариантов звучания и написания исходных слов. Например, для образования сравнительной степени прилагательных в русском языке предусмотрены равноправные формообразующие суффиксы -её, -ей, -е, -ше, -же, которые используются по обстоятельствам (удобнее, больше, раньше, позже).
В некоторых случаях синтетическая форма, хотя и может быть легко образована в соответствии с правилами языка, но менее предпочтительна по сравнению с аналитической ввиду неблагозвучия, труднопроизносимости, чрезмерной длины слова.
С точки зрения стилей речи синтетические формы в русском языке преобладают в художественном стиле, поскольку считаются фонетически более поэтичными и образными, и менее всего распространены в научном, требующем в первую очередь однозначности и общеизвестности используемых терминов, к тому же изобилующем специализированными понятиями, часто неологизмами, для которых синтетические формы никто ещё не придумал. Некоторые исследователи, в частности М. И. Морозова в работе «Аналитические и синтаксические формы сравнительной системы прилагательных», полагают, что синтетические формы постепенно будут вытеснены аналитическими, поскольку развитие языков идёт по пути постепенного упрощения. Впрочем, приведённые там же исторические исследования этого не обнаруживают.

### Примеры
- Синтетическую форму сравнительной степени прилагательного потрясающий, для образования которой в соответствии с правилами русского языка необходимо к основе положительной степени потрясающ- добавить формообразующий суффикс -её(-ей), произнести довольно трудно. К тому же слово выглядит похожим на то же прилагательное в простой форме в одном из родов и падежей. В данном случае гораздо удобнее пользоваться аналитической формой более потрясающий. Синтетической формы того же прилагательного в превосходной степени вообще не существует, тут возможна лишь аналитическая форма.
- Такая же ситуация наблюдается и в других языках. Например, по правилам немецкого языка для образования сравнительной степени прилагательного к нему надо добавить суффикс -er. Но, если слово слишком длинное (обычно три и более слогов), более предпочтительной является аналитическая форма со вспомогательным местоимением mehr: interessant → mehr interessant (а не interessanter)
- Синтетическая форма глагола победить в будущем времени (первое лицо) вызывает затруднения: победю? побежу? побежду? Аналитическая форма в этом случае также отсутствует. В качестве возможных вариантов выхода из ситуации предлагаются глагольные словосочетания: смогу победить, получится победить, хочу победить, замена исходного глагола на однокоренной глагол несовершенного вида: буду побеждать, замена исходного глагола на словосочетание вида «глагол+существительное»: одержу победу. К списку аналогичных глаголов относятся также: убедить, дерзить, лебезить, бороздить, пылесосить, голосить, шелестеть и некоторые другие.

## Синтетические языки
- флективные (флектирующие) с внутренней или внешней флексией: семитские, грузинский, некоторые индоевропейские языки.
- агглютинативные (агглюнирующие), использующие аффиксальные формы: тюркские, финно-угорские, тунгусо-маньчжурские, корейский, японский, часть индейских и некоторые африканские языки.
- инкорпорирующие, где несколько семантических единиц объединяются в единое целое для образования самостоятельного понятия или явления, иногда целого предложения: ряд палеоазиатских языков (чукотский, корякский, алюторский, керекский, нивхский) и языков североамериканских индейцев (дакота, цимшиан, пают и др.). Иногда к ним относят эскимосский и алеутский языки, в действительности являющиеся агглютинативными.

## Особенности словообразования
Словообразовательные морфемы не сливаются и легко могут быть отделены друг от друга.
Иногда орфография или звучание основы или словообразовательной морфемы может немного измениться в зависимости от фонетического состава корня слова: подошёл (вариации конечного звука в префиксе), небезынтересно, выйти (чередование начального корневого звука), волчок (чередование конечного корневого звука), вол(-)чка (выпадение корневой гласной).

## Разновидности синтетических форм
- Приставочная (разновидность аффиксальной) — для образования нового слова или формы используются одна или несколько приставок: строить → до-строить → не-до-строить.
- Суффиксальная (разновидность аффиксальной) — для образования нового слова или формы используются один или несколько суффиксов: дом → дом-ик, англ. write → writer → writing, нем. früh → Frühling
- Приставочно-суффиксальная (разновидность аффиксальной) — для образования нового слова или формы используются один или несколько приставок и суффиксов: высокий → наи-выс-ш-ий
- Флективная — для образования нового слова или формы используются внешняя (окончание) или внутренняя флексии (например, аблаут в немецком языке): мост → на мост-у, пещера → в пещер-е
- Комбинированная — для образования нового слова или формы используются аффиксы и флексии: речь → на-реч-и-е, кровать → кроват-к-а
- К обособленным синтетическим формам относят также слова, полученные путём словосложения, то есть сложения нескольких основ, каждая из которых представляет собой самостоятельную лексическую единицу, иногда с использованием соединительных конструкций: пар+возить → пар-о-воз, англ. air+craft → air-craft, нем. Sicherheit+Temperatur+Begrenzer → Sicherheit-s-temperatur-begrenzer. Сюда же с некоторой натяжкой можно отнести и аббревиатуры.

## Индексы словообразования
Система словообразования конкретного языка может быть характеризована комплексом численных показателей, дающими о ней достаточно точное представление. Для исследования берётся отрывок, обычно состоящий из 100 слов, и в нём подсчитываются все необходимые морфемы. В принципе, ничто не мешает взять и отрывок подлиннее.
Для получения достоверных результатов расчёты необходимо проводить несколько раз, для текстов, относящихся к разным стилям. Но все равно некоторый разброс данных неизбежен.
| Название индекса                                                                                                  | Формула                        | Значения переменных                            | Значение для русского языка | Значение для английского языка |
| --- | ------------------------------ | ---------------------------------------------- | --------------------------- | ------------------------------ |
| Индекс синтетичности (чем он больше, тем сложнее морфологический состав слов в языке)                             | {\displaystyle {\frac {M}{W}}} | M — число морфем, W — число слов               | 2,33-2,45                   | 1,68                           |
| Индекс деривации (чем он больше, тем чаще при словообразовании используются аффиксы)                              | {\displaystyle {\frac {D}{W}}} | D — число деривационных морфем, W — число слов | 0,37                        | 0,15-0,23                      |
| Индекс префиксации (чем он больше, тем чаще при словообразовании используются приставки)                          | {\displaystyle {\frac {P}{W}}} | P — число префиксов, W — число слов            | 0,17                        | 0,04                           |
| Индекс суффиксации чем он больше, тем чаще при словообразовании используются суффиксы)                            | {\displaystyle {\frac {S}{W}}} | S — число суффиксов, W — число слов            | 1,15-1,21                   | 0,19-0,64                      |
| Индекс словосложения (чем он больше, тем чаще при словообразовании используется сложение нескольких корней/основ) | {\displaystyle {\frac {R}{W}}} | R — число корней, W — число слов               | нет данных                  | 1,00-1,07                      |